# Wischnjowoje (Kaliningrad, Tschernjachowsk)
Wischnjowoje (russisch Вишнёвое, deutsch Medukallen (Ksp. Grünheide), 1938–1945 Honigberg, Dejehnen, 1938–1945 Dehnen, Paballen, 1938–1945 Werfen und Uszelxnen/Uschelxnen, 1938–1945 Erlenbruch, litauisch Medukalniai, Dejainys, Pabaliai und Užalksniai) ist ein Ort in der russischen Oblast Kaliningrad. Er liegt im Rajon Tschernjachowsk und gehört zur kommunalen Selbstverwaltungseinheit Stadtkreis Tschernjachowsk.
Heute besteht Wischnjowoje allerdings nur noch aus seiner ehemaligen Bahnstation an der Bahnstrecke Tschernjachowsk–Sowetsk (dem ehemaligen Bahnhof Paballen/Werfen), auf welcher der Personenverkehr im Jahr 2009 eingestellt wurde. Die Bahnstation ist gemäß der Volkszählung von 2010 unbewohnt. Die Ortsstelle Medukallen/Honigberg ist heute dem Ort Pokrowskoje zuzuordnen. Die Ortsstellen Dejehnen/Dehnen, Paballen/Werfen und Uszelxnen/Erlenbruch sind verlassen.

## Geographische Lage
Wischnjowoje liegt 23 km nordöstlich der Stadt Tschernjachowsk (Insterburg) an einer Nebenstraße, die von Pridoroschnoje (Seßlacken) über Worotynowka (Szierandszen/Schierandschen, 1938–1946 Schierheide) nach Schilino (Szillen, 1936–1946 Schillen) führt. Durch das Ortsgebiet fließt die Arge (russisch: Slaja).
Wischnjowoje (bis 1945 Paballen, 1938–1946 Werfen (Ostpr.)) war Bahnstation an der Bahnstrecke Tschernjachowsk–Sowetsk (Insterburg–Tilsit).

## Geschichte

### Bis 1945

#### Wischnjowoje/Medukallen (Honigberg)
Das kleine Dorf Meduckallen wurde bereits vor 1679 gegründet. Im Jahre 1874 wurde es in den neu errichteten Amtsbezirk Grünheide (heute russisch: Kaluschskoje) eingegliedert, der bis 1945 zum Kreis Insterburg im Regierungsbezirk Gumbinnen der preußischen Provinz Ostpreußen gehörte. Im Jahre 1910 waren in Medukallen (gelegentlich mit Zusatz „Kirchspiel Grünheide“ zur Unterscheidung eines gleichnamigen Ortes im nahegelegenen Kirchspiel Pelleningken) 148 Einwohner registriert. Ihre Zahl betrug 1933 nur noch 128 und 1939 lediglich 113. Bereits am 3. Juni 1938 (mit amtlicher Bestätigung vom 16. Juli 1938) wurde Medukallen in „Honigberg“ umbenannt. In Folge des Zweiten Weltkrieges kam Medukallen mit dem nördlichen Ostpreußen zur Sowjetunion.

#### Wischnjowoje/Dejehnen (Dehnen)
Die Ortschaft Dejehnen bestand vor 1945 lediglich aus einem mittleren Hof, der 27 km südlich der Stadt Sowetsk (Tilsit) lag. Im Jahre 1874 kam die Ortschaft zum Amtsbezirk Anstippen (1938–1945 „Amtsbezirk Ansten“, russisch: Antipino, der Ort existiert nicht mehr), der bis 1922 zum Kreis Ragnit (heute russisch: Neman), danach zum Kreis Tilsit-Ragnit im Regierungsbezirk Gumbinnen der preußischen Provinz Ostpreußen gehörte. Im Jahre 1910 gab es in Dejehnen 24 Einwohner.
Am 1. Juli 1929 wurde Dejehnen in die Landgemeinde Paballen (1938–1946: Werfen, heute russisch auch: Wischnjowoje) eingemeindet und erhielt am 3. Juni 1938 die Umbenennung in „Dehnen“. In Kriegsfolge wurde auch dieser Ort 1945 der Sowjetunion zugeordnet.

#### Wischnjowoje/Paballen (Werfen)
Der kleine ehemalige Gutsort Paballen hieß einstmals Noyen. Als 1874 der Amtsbezirk Anstippen (1938–1945 „Amtsbezirk Ansten“, russisch: Antipino, der Ort ist nicht mehr existent) errichtet wurde, wurde auch diese Ortschaft einbezogen und gehörte damit bis 1922 zum Kreis Ragnit, danach zum Kreis Tilsit-Ragnit im Regierungsbezirk Gumbinnen der Provinz Ostpreußen. Paballen wurde Bahnstation an der Bahnstrecke Insterburg–Tilsit–Memel und zählte im Jahre 1910 105 Einwohner. Am 1. Juli 1929 wurde der Nachbarort Dejehnen (1938–1946 Dehnen, russisch auch: Wischnjowoje) eingegliedert. Die Einwohnerzahl betrug 1933 insgesamt 141 und 1939 noch 108. Der 3. Juni 1938 war auch für Paballen das Umbenennungsdatum, hieß doch der Ort ab dann „Werfen (Ostpreußen)“. 1945 erlebte auch dieses Dorf das Schicksal aller Orte im nördlichen Ostpreußen und wurde unter die Verwaltung der Sowjetunion gestellt.

#### Wischnjowoje/Uszelxnen (Erlenbruch)
Bei dem vor 1934 Rudlaucken genannten Ort handelte es sich vor 1945 um wenige verstreut liegend kleinere und größere Höfe. Zwischen 1874 und 1945 war das Dorf in den Amtsbezirk Anstippen (1938–1945 „Amtsbezirk Ansten“, russisch: Antipino, der Ort ist heute nicht mehr existent) eingegliedert und gehörte bis 1922 zum Kreis Ragnit, danach zum Kreis Tilsit-Ragnit im Regierungsbezirk Gumbinnen der preußischen Provinz Ostpreußen. Die Einwohnerzahl Uszelxnens belief sich im Jahre 1910 auf 114. Im Jahre 1933 lebten hier 107 und 1939 90 Menschen. Am 3. Juni 1938 erlag auch der inzwischen „Uschelxnen“ geschriebene Ort einer Umbenennung und hieß künftig „Erlenbruch“. Seine Lage im nördlichen Ostpreußen ließ auch dieses Dorf 1945 in den Hoheitsbereich der Sowjetunion gelangen.

### Seit 1945
Die vier Orte Medukallen (Honigberg), Dejehnen (Dehnen), Paballen (Werfen) und Uszelxnen/Uschelxnen (Erlenbruch) erhielten 1947 den gemeinsamen russischen Namen „Wischnjowoje“. Gleichzeitig wurde Wischnjowoje in den Dorfsowjet Kaluschski selski Sowet im Rajon Tschernjachowsk eingegliedert. Von 2008 bis 2015 gehörte der Ort zur Landgemeinde Kaluschskoje selskoje posselenije und seither zum Stadtkreis Tschernjachowsk.

## Kirche
Die Bevölkerung aller vier Ortschaften war vor 1945 fast ausnahmslos evangelischer Konfession. Während Medukallen (Honigberg) zur Kirche Grünheide (Kaluschskoje) im Kirchenkreis Insterburg gehörte, waren Dejehnen (Dehnen), Paballen (Werfen) und Uszelxnen (Erlenbruch) in das Kirchspiel der Kirche Szillen (Schilino) im Kirchenkreis Tilsit-Ragnit eingepfarrt. Beide Kirchenkreise gehörten zur Kirchenprovinz Ostpreußen der Kirche der Altpreußischen Union. Die Flucht und Vertreibung Deutscher aus Mittel- und Osteuropa 1945–1950 brachte das kirchliche Leben zum Erliegen. In den 1990er Jahren bildeten sich in der Oblast Kaliningrad neue evangelisch-lutherische Gemeinden, von denen die in Sabrodino (Lesgewangminnen, 1938–1946 Lesgewangen) in der Kirchenregion Slawsk (Heinrichswalde) und Schtschegly (Saugwethen, 1938–1946 Saugehnen) in der Kirchenregion Tschernjachowsk (Insterburg) am nächsten liegen. Beide sind der Propstei Kaliningrad der Evangelisch-lutherischen Kirche Europäisches Russland zugeordnet.